# Neófito de Nicea
Neófito de Nicea, nacido en Nicea, en Bitinia en fecha desconocida y muerto en 310, la Iglesia católica lo venera como santo el 20 de enero. 
Neófito nació de padres cristianos en la ciudad de Nicea, Bitinia. Su hagiografía indica que de niño una paloma blanca se le aparece milagrosamente a su madre, y le indica el camino que debe seguir Neófito. Luego sale de su casa y sigue al pájaro que lo lleva a una cueva. El santo permanece allí entre nueve y quince años, sale de su ermita solo una vez para enterrar a sus padres y donar sus bienes a los pobres.
Durante la persecución de Diocleciano, hacia el año 310, fue a Nicea para denunciar la impiedad de la fe pagana. Enfurecidos por este acto, sus perseguidores lo azotan con cinturones y lo torturan con garras de hierro. El santo mártir sale ileso de un horno calentado en el que se le deja durante tres días y tres noches. Sus torturadores, sin saber qué hacer, deciden condenarlo a muerte. Uno de los paganos lo atraviesa con su espada (algunos dicen que es una lanza), y el santo muere en devoción al Señor de la fe cristiana a la edad de dieciséis años.

El martirologio romano dice: En Nicea en Bitinia, en la Turquía moderna, San Neófito, mártir.